# Lazo járás
A Lazo járás (oroszul Район имени Лазо) Oroszország egyik járása a Habarovszki határterületen. Székhelye Perejaszlavka.

## Népesség
- 1989-ben 64 780 lakosa volt.
- 2002-ben 52 568 lakosa volt, akik közül 249 lakos udege nemzetiségű.
- 2010-ben 46 235 lakosa volt.